# Whuteva
Whuteva – wydany w 2005 roku singel amerykańskiej raperki Remy Ma, pierwszy promujący jej solowy album „There's Something About Remy: Based On A True Story”. Wyprodukowany przez Swizz Beatza.

## Lista utworów
1. „Whuteva” (Album)
2. „Whuteva” (Instrumental)
3. „Whuteva” (Acapella)